# Per Henrik Rosenström
Per Henrik Rosenström, född 1 juni 1924 i Södertälje, död 14 maj 2017 i Alingsås, var en svensk museiintendent. 
Rosenström, som var son till ingenjör Oscar Rosenström och Sigrid Hedenblad, avlade studentexamen som privatist i Stockholm 1948, blev filosofie kandidat vid Uppsala universitet 1953 och filosofie licentiat vid Lunds universitet 1961. Han blev amanuens på Hallands museum i Halmstad 1950, på kulturhistoriska museet Murberget i Härnösand 1954, vid Riksantikvarieämbetet i Stockholm 1955, vid Dalarnas museum i Falun 1956 och var intendent för Alingsås museum och konsthall från 1961. Han var sekreterare i Alingsås stads lönenämnd från 1964. Han utgav bland annat Gammal koppar. Om kopparslagare och kopparsaker (1962) och Alingsås: en småstad i bild (1982).